# Corporación Minera de Bolivia
Die Corporación Minera de Bolivia (COMIBOL) ist die seit 1952 bestehende staatliche Bergbaugesellschaft Boliviens. Zur COMIBOL gehören Zinn-Bergwerke in Huanuni, Llallagua (Siglo XX) und Catavi.
COMIBOL wurde 1952 aus den drei größten Zinn-Gesellschaften Boliviens gegründet. Sie umfasste 21 Bergbaugesellschaften, mehrere Ersatzteilfabriken, Kraftwerke, Farmen, eine Eisenbahn und andere Agenturen. Die Gesellschaft bot darüber hinaus Schuleinrichtungen für über 60.000 Kinder, Wohnunterkünfte für Bergarbeiterfamilien und Krankenhäuser. 1986 wurde COMIBOL in 5 halbautonom arbeitende Gesellschaften aufgeteilt. Mitte der 1990er Jahre kam es aufgrund sinkender Zinnpreise zur Schließung der COMIBOL, wodurch über 90 % der Beschäftigten arbeitslos wurden. Danach wurden die Bergwerke von eigenständigen Bergarbeiterkooperativen bewirtschaftet. Nach der Rückverstaatlichung der Bergwerke kam es im Oktober 2006 zu schweren Konflikten zwischen Bergleuten der COMIBOL und den unabhängigen Bergarbeitergenossenschaften im Bergwerk Huanuni (Schwarzer Oktober), bei denen 18 Menschen ums Leben kamen und 80 teils schwer verletzt wurden.
Im Jahr 2008 bekam COMIBOL eine zusätzliche Abteilung für die Lithiumgewinnung aus dem Salzsee Salar de Uyuni.